# 迪米特里奥斯·特里切普鲁斯
迪米特里奥斯·特里切普鲁斯（英語：Dimitrios Trichopoulos，1938年12月9日—2014年12月1日），是一名希腊地中海饮食专家和烟草危害研究者。
他在波士顿的哈佛大学公共卫生学院担任文森特·L·格雷戈里癌症预防教授和流行病学教授，他也曾担任流行病系主任。

## 生平
特里切普鲁斯出生于希腊沃洛斯，位于雅典北部大约326公里。他在雅典大学医学院攻读医学学位，并在1963年获得医学学位（MD）。1968年，他在哈佛大学公共卫生学院获得理科硕士。1971年，他在雅典大学医学院获得博士学位（PHD）。他随后在雅典大学、伦敦大学、牛津大学、哈佛大学从事病理学、微生物学、公共健康和流行病学研究。特里切普鲁斯特别从事肝癌研究，并着重于乙型肝炎、丙型肝炎、吸烟与酒精摄取的研究。
1989年，他被任命为哈佛大学公共卫生学院流行病系正教授，同年继任布莱恩·麦克马洪退休后的系主任职位，并任至1996年。他在任内开创领导了一系列调查研究，包括与瑞典卡罗林斯卡学院的合作。1993年，他被提名为文森特·L·格雷戈里癌症预防教授，并担任四年的哈佛癌症预防中心主任（1993年至1997年）。与此同时，1972年至2014年期间，他也担任雅典大学医学院卫生和流行病学系教授及主任；1998年至2014年，任卡罗林斯卡学院医学流行病学教授；1997年，他还兼任雅典科学院成员、希腊健康基金会主席。
迪米特里奥斯·特里切普鲁斯从事超过四十年的癌症流行病学和癌症预防研究和教学工作。他发表了超过1000篇科学论文；他开创性地研究二手烟（SHS）与肺癌的易感性具有关联性，以及乙型肝炎病毒、吸烟与原发性肝癌有关联性。此外他研究手术感染和早期自然绝经会降低乳腺癌风险。除了肿瘤学研究外，他的论文还涉及到雅典地震后的心理应激，会增加心源性死亡的风险。
他的一些癌症流行病学和癌症预防研究具有首创性：在1990年，他在《柳叶刀》发布论文，指出对子宫的放射会对乳腺癌具有关联性。1981年，他指出二手烟会增加肺癌的危险。他通过51名希腊不吸烟、却在医院诊断为肺癌的女性群体研究，并比较了相同年龄的其他疾病女性患者。显示女性肺癌患者情况与其丈夫们吸烟有统计学意义的关联性。随后跟踪研究包括吸烟家庭中的儿童健康问题、患病概率，以及那些接近吸烟人群的非吸烟群体的危险性。
1993年，特里切普鲁斯在波士顿主持地中海饮食的第一次国际会议，并介绍“地中海饮食金字塔”作为饮食指导。他的妻子安东尼亚·特里科保罗博士也被视为“地中海饮食之母”，共享他们在希腊及地中海饮食研究的荣誉。
特里切普鲁斯的研究也为其获得大量的荣誉，其中包括2000年苏珊·科门乳腺癌防治基金会布林克尔国际乳腺癌研究奖、2004年哈佛大学公共卫生朱利叶斯·里士满奖、2009年优秀校友奖、以及世界卫生组织国际癌症研究机构的荣誉勋章。

## 出版书籍
- Olsen, J., Trichopoulos, D. (Eds), Saracci, R. (Revision).  Teaching Epidemiology: A Guide for Teachers of Epidemiology in Public Health and Clinical Medicine.  2001.
- MacMahon B, Trichopoulos. Epidemiology: Principles and Methods, Second Edition. Boston: Little Brown, 1996. pp. xii+348.
- Adami HO, Hunter D, Trichopoulos D, eds. Textbook of Cancer Epidemiology – 2nd Ed. Oxford University Press, New York, 2008. pp. xxxiii+748.
- Olsen J, Saracci R, Trichopoulos D, eds. Teaching Epidemiology: a guide for teachers in epidemiology, public health and clinical medicine – 3 ed. Oxford University Press, Oxford, UK, 2010. pp 512.